# Abner
Abner (Hebreeuws: אַבְנֵר, Avner, "(mijn) vader is Ner / een licht") was de eerste neef van Saul en legeraanvoerder (1 Samuel 14:50, 20:25). Er wordt naar hem verwezen in Sauls geschiedenis (1 Samuel 17:55, 26:5). Hij wordt niet genoemd in de slag van Gilboa waarin Sauls macht vernietigd werd. Na Sauls dood greep hij de jongste van Sauls zonen, Isboset en maakt hem te Mahanaim tot koning over het koninkrijk Israël.
Koning David regeerde gelijktijdig te Hebron over het koninkrijk Juda. Tussen de twee partijen heerste een vrijwel voortdurende staat van oorlog.

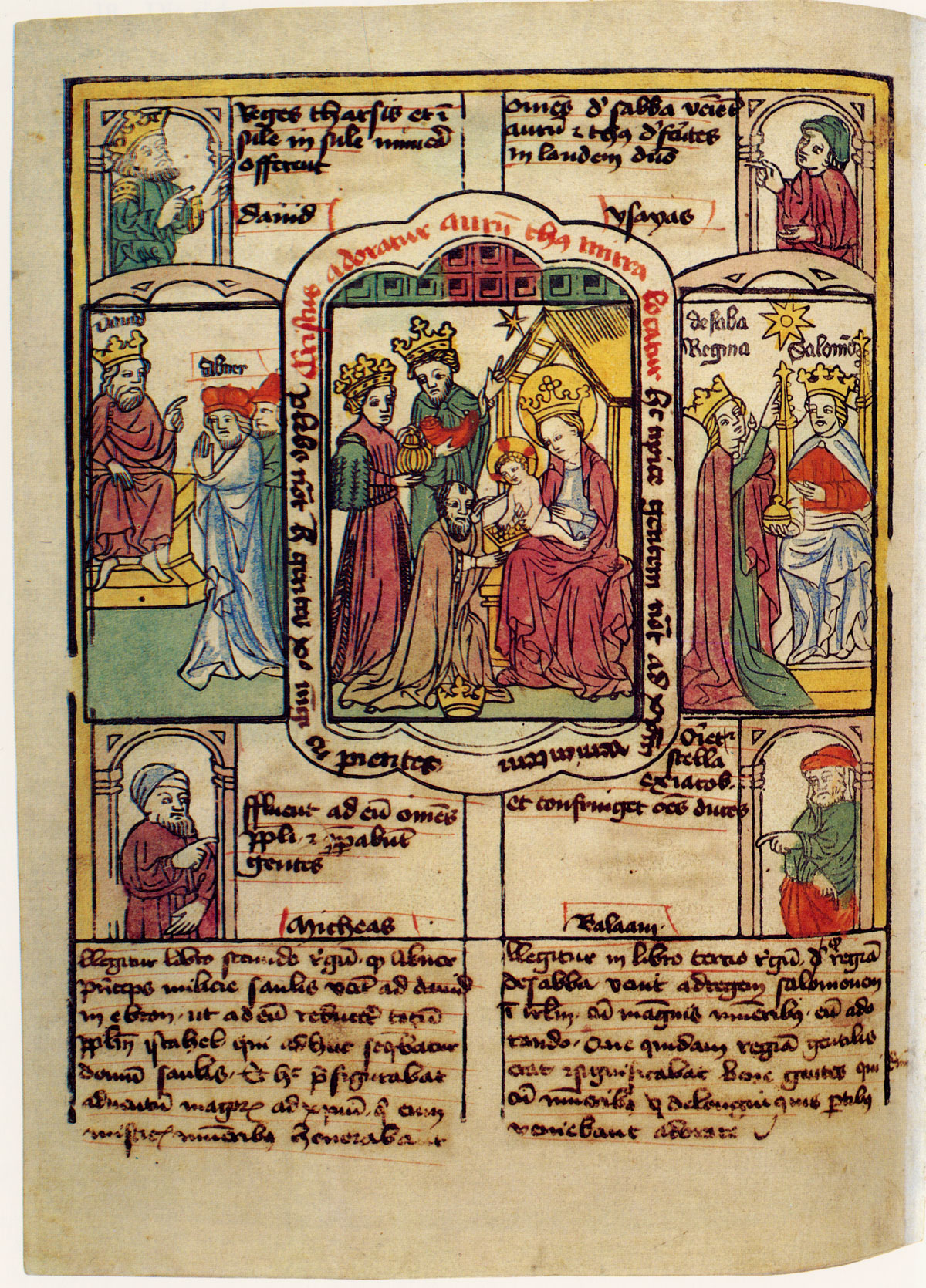
Gesprek tussen David en Abner (centrum, links); Biblia pauperum

De enige noemenswaardige militaire confrontatie tussen de twee partijen is opmerkelijk, omdat besloten wordt de strijd te laten beslissen tussen twee twaalftallen. Alle vierentwintig deelnemers kwamen hierbij om (2 Samuel 2:12).
In de hierop volgende strijd werd Abner verslagen en sloeg op de vlucht. Hij werd achtervolgd door Asahel, een broer van Joab, een snelle renner. Abner waarschuwde hem, maar Asahel wilde van geen stoppen weten, waarop Abner Asahel uit zelfverdediging doodde. Dit was het begin van een dodelijke vete tussen de leiders van de twee partijen, Abner en Joab, omdat Joab volgens de toenmalige gebruiken verplicht was de dood van zijn broer te wreken.
De oorlog duurde voort, waarbij het huis van David voortdurend sterker werd.
Ten slotte ruïneerde Isboseth de voornaamste steunpilaar van zijn regering door Abner van zich te vervreemden door hem te vermanen voor het huwelijk van Abner met Rizpah, een van de bijvrouwen van Saul. Dit huwelijk betekende volgens de gebruiken van die tijd een aanspraak op de troon (vergelijk 2 Samuel 16:21f).
Abner was verontwaardigd over deze terechtwijzing en begon onderhandelingen met David. Deze verwelkomde hem onder voorwaarde dat zijn vrouw Michal terugkwam. Dit werd geregeld en met een feest bezegeld.
Vrijwel onmiddellijk hierna kwam Joab, die weggezonden was geweest (mogelijk opzettelijk), terug en doodde Abner bij de poort van Hebron. Het voor de hand liggende motief was de dood van zijn broer Asahel en volgens de gebruiken van die tijd zou dat voldoende grond zijn geweest.
Het gedrag van David hierna was er op gericht om duidelijk te maken dat hij niets met deze daad te maken had, hoewel hij niet in staat was om de dader te straffen (2 Samuel 3:31-39; 1 Koningen 2:31f).
Spoedig hierna werd Isboset in zijn slaap vermoord. David werd koning van het Verenigd Koninkrijk Israël.